# Escúzar
Escúzar es una localidad y municipio español situado en la parte nororiental de la comarca de Alhama, en la provincia de Granada, comunidad autónoma de Andalucía. Limita con los municipios de La Malahá, Ventas de Huelma, Agrón y Alhendín.

## Historia
La alquería de "Askudar" fue una de las más importantes de la antigua comarca del Quempe, dentro del Reino de Granada, hasta que quedó destruida durante la Reconquista cristiana.
Posteriormente fue levantada con el nombre de Santa María de Escúzar por los pobladores castellanos y gallegos que llegaron a partir del siglo XVII. En su honor, aparece su escudo con un castillo de oro —por Castilla— y un cáliz también oro, con la oblea en plata —por Galicia— representándoles.

## Geografía
Escúzar se enclava junto a la llanura del Temple, entre los montes que la separan de Santa Fe y al pie de la Sierra de Pera, ejemplo del típico bosque mediterráneo lleno de encinas y matorrales, donde se pueden ver fácilmente jabalíes, zorros, conejos y liebres. Destacan de Escúzar el barranco de la Chorrera que atraviesa el pueblo por la calle San Blas, y la Cruz Mocha y El Cerro, los dos puntos más altos del pueblo desde donde se tienen unas vistas de la Sierra de Tejeda hasta la cueva del Barranco del Lobo, pasando por las sierras de Loja, Parapanda, la Sierra de Alfacar y Sierra Nevada. Está rodeada por la parte oeste, este y norte de campos de almendros y cereales y de sus tierras se extraen diferentes tipos de materiales como son el estroncio, el yeso y la piedra de cantera.
| Noroeste: Ventas de Huelma | Norte: La Malahá  | Noreste: La Malahá |
| Oeste: Ventas de Huelma    | Puntos cardinales | Este: Alhendín     |
| Suroeste: Agrón            | Sur: Agrón        | Sureste: Alhendín  |

## Demografía
Escúzar cuenta con una población de 845 habitantes (INE 2024).
| Gráfica de evolución demográfica de Escúzar entre 1842 y 2021                                                       |
| |
| Población de derecho según los censos de población del INE Población de hecho según los censos de población del INE |

## Economía

### Evolución de la deuda viva municipal
El concepto de deuda viva contempla sólo las deudas con cajas y bancos relativas a créditos financieros, valores de renta fija y préstamos o créditos transferidos a terceros, excluyéndose, por tanto, la deuda comercial.
| Gráfica de evolución de la deuda viva del Ayuntamiento de Escúzar entre 2008 y 2022                                  |
| |
| Deuda viva del Ayuntamiento de Escúzar, en miles de euros, según datos del Ministerio de Hacienda y Función Pública. |

## Administración y política
Los resultados en Escúzar de las últimas elecciones municipales, celebradas en mayo de 2019, son:
| Elecciones Municipales - Escúzar (2019) | Elecciones Municipales - Escúzar (2019)  | Elecciones Municipales - Escúzar (2019) | Elecciones Municipales - Escúzar (2019) | Elecciones Municipales - Escúzar (2019) |
| Partido político                        | Partido político                         | Votos                                   | Votos                                   | Concejales                              |
| --------------------------------------- | ---------------------------------------- | --------------------------------------- | --------------------------------------- | --------------------------------------- |
|                                         | Partido Socialista Obrero Español (PSOE) | 357                                     | 78,12 %                                 | 6                                       |
|                                         | Partido Popular (PP)                     | 76                                      | 16,63 %                                 | 1                                       |

## Comunicaciones

### Carreteras
Por este municipio granadino pasa la carretera A-338, que une Armilla con Alhama de Granada por El Temple.
Algunas distancias entre Escúzar y otras ciudades:

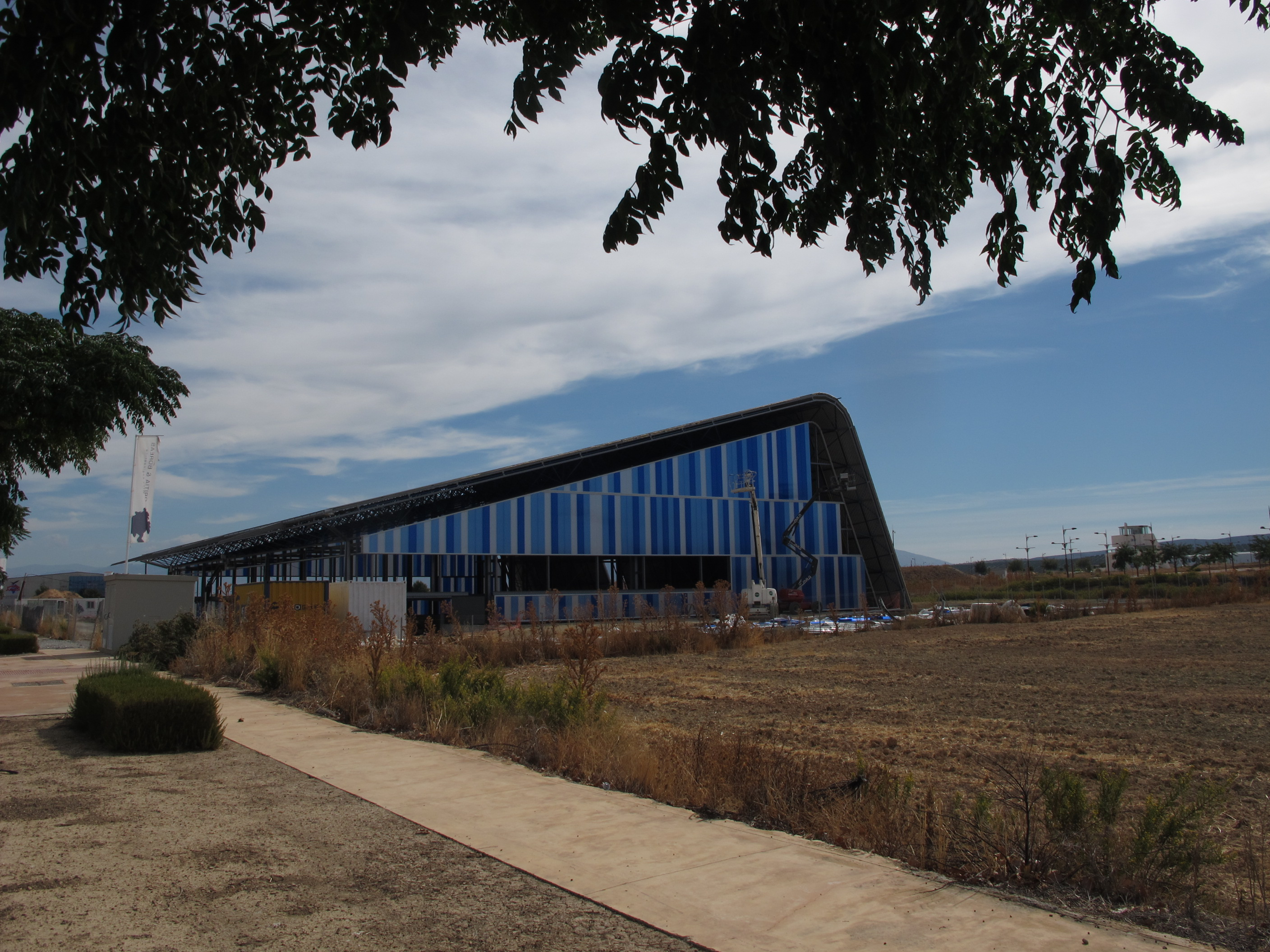
Nave industrial en el polígono industrial de Escúzar

| Ciudades          | Distancia (km) | Ciudades | Distancia (km) | Ciudades  | Distancia (km) | Ciudades  | Distancia (km) |
| ----------------- | -------------- | -------- | -------------- | --------- | -------------- | --------- | -------------- |
| Granada           | 27             | Málaga   | 134            | Sevilla   | 250            | Madrid    | 443            |
| Alhama de Granada | 32             | Linares  | 161            | Murcia    | 314            | Valencia  | 534            |
| Motril            | 71             | Córdoba  | 180            | Cartagena | 331            | Zaragoza  | 743            |
| Jaén              | 117            | Almería  | 194            | Albacete  | 367            | Barcelona | 894            |

## Cultura

### Patrimonio
- Ermita del Cristo del Rescate
- Iglesia parroquial de la Virgen del Rosario (1583).
- Torreón de alquería árabe.
- Aljibe árabe del siglo XII.
- Casa solariega de Fonseca del siglo XVI-XVII.

### Fiestas
En Escúzar se celebran las siguientes festividades:
- Cabalgata de los Reyes Magos, el 5 de enero.
- La Candelaria, que consiste en hacer hogueras por el pueblo y encender en ellas los "hachos" —una especie de antorchas—, que se hacen en los días previos al 2 de febrero con ejutos —espartos secos— y espartos.
- San Marcos, el 25 de abril; festividad local en la que se sale al campo a pasar el día y se comen los típicos hornazos granadinos.
- Día de la Cruz, el 3 de mayo.
- Fiestas patronales de Escúzar, que tienen lugar la penúltima semana de agosto en honor al Cristo del Rescate y la Virgen del Rosario.
- Fiesta de las Castañas, en torno al 31 de octubre; familiares y amigos se reúnen esa noche en sus casas y es tradición comer castañas asadas.